# Karlovy Vary
Karlovy Vary (ouvirⓘ) ou Carlsbad (alemão: Karlsbad) é uma cidade checa localizada na região de Karlovy Vary, distrito de Karlovy Vary‎.
É uma cidade termal situada na parte ocidental da República Checa, na confluência dos rios Ohře e Teplá. Karlovy Vary é assim chamada depois que o imperador Carlos IV fundou a cidade na década de 1370. A cidade é historicamente famosa pelas suas termas.
A cidade também é conhecida pelo seu Festival Internacional de Cinema e pelo seu licor famoso Karlovarská Becherovka.
Karlovy Vary é uma cidade rica e destino popular para muitas celebridades e tem muitas belezas arquitectónicas.
Até à sua expulsão em 1945, a maioria de habitantes desta cidade falava alemão.
A cidade de Karlovy Vary foi cenário de vários filmes, tais como As Férias da Minha Vida com a atriz Queen Latifah e 007 - Cassino Royale estrelado por Daniel Craig com a gravação ocorrendo no majestoso Grandhotel Pupp, um luxuosíssimo hotel que conta com 228 quartos divinamente decorados, reconhecido mundialmente pela excelência dos serviços em hotelaria.
A cidade também é famosa pelo licor Becherovka. Este licor foi inventado por Jan Becher (daí Becherovka, ou seja, “do Becher”), na cidade de Karlovy Vary. Sua receita é um segredo guardado a sete chaves, e reza a lenda que somente duas pessoas sabem exatamente quais os trinta ingredientes da fórmula, e sua exata proporção. Verdade ou não, o fato é que já tentaram copiar a fórmula em outros lugares, e nunca conseguiram. Um fator dessa exclusividade, dizem os tchecos, é a água de Karlovy Vary, reconhecidamente diferenciada.
A culinária de Karlovy Vary é bastante requintada para atender os turistas de alto padrão que visitam a cidade, contudo o visitante tem a disposição numerosos bistrôs e quitandas com preços acessíveis que vendem os famosos biscoitos waffers gigantes, outra atração imperdível da cidade.
A cidade de Karlovy Vary também é mundialmente famosa pelos cristais da marca Moser de alta qualidade e pureza com o know-how dos melhores artesãos da Bohêmia. A empresa é conhecida pela fabricação taças finas, vidros decorativos (tais como vasos, cinzeiro, castiçal), presentes de luxo e diversas gravuras de arte. Devido à qualidade, Moser é um dos mais cobiçados cristais de decoração. A rainha da Inglaterra, Elisabeth II, e o Rei Juan Carlos da Espanha são clientes fieis dos cristais produzidos em Karlovy Vary.